# Лихошерстов Вадим Вікторович
Вадим Вікторович Лихошерстов (нар. 23 січня 1989, Харків) — колишній український, нині російський волейболіст, центральний блокувальник, гравець московського «Динамо».

## Життєпис
Народжений 23 січня 1989 року в Харкові.
Почав займатися волейболом під час навчання в Харківському патентно-комп'ютерному коледжі.
Грав у клубах «Локомотив» (Дніпро, 2006—2007), «Локомотив» (Харків, 2007—2012), «Прикам'я», «Самотлор» (Нижньовартовськ), «Факел» (Новий Уренгой, 2014—2018), «Зеніт-Казань» (2018—2020). Від сезону 2020—2021 є гравцем московського «Динамо».
Колишній гравець студентських збірних України (в її складі мав брати участь в Універсіаді 2011, однак цьому завадила травма) та Росії.
Станом на червень 2020 зіграв 9 матчів за збірну Росії.
Після початку російського вторгнення в Україну 2022 року продовжив грати за московське «Динамо».

### Досягнення
- Чемпіон України (2009, 2010, 2011, 2012)